# Palazzo ducale (Nevers)
Il Palazzo Ducale di Nevers è un castello del XV e XVI secolo, situato nella città di Nevers, in Francia ed era la residenza dei Conti e duchi di Nevers. È classificato come monumento storico dal 1840.

## Storia
Considerato il primo dei castelli della Loira, costruito sulla collina che domina il centro della città vecchia, il Palazzo Ducale domina, con la sua ampia facciata di stile Luigi XII fiancheggiata da torrette poligonali, Piazza della Repubblica e un vasto parco. Questo palazzo fu la residenza dei conti e duchi del Nivernese.
Nel seminterrato è presente una mostra permanente sulla vita passata e contemporanea di Nevers, grazie ad un museo d'avanguardia.
Questo edificio è stato costruito da Giovanni II di Nevers, conte di Nevers, in luogo della sua vecchia fortezza. Le due torri grandi posteriori sono le più antiche, cioè il XV secolo, poiché il castello fu ricostruito nel XVI secolo dalla famiglia di Cleves, con l'aggiunta della splendida scalinata che si svolge nella torretta centrale.
Si nota una costanza di proporzioni tra la facciata e i tetti di ardesia ocra.
Restaurato per ordine di Pierre Bérégovoy negli anni ottanta, il palazzo oggi sede del Municipio (compreso l'Ufficio del Sindaco e Sala Consiliare), parte dell'ufficio turistico, sale espositive e reception, e una mostra permanente sulla storia e punti di forza della città (Formula 1, terracotta, ecc.) e di un acquario di pesci della Loira.
Gli scavi durante il restauro (principalmente del 1988) scoprirono molti pezzi di artiglieria, uno dei più belli, un pezzo di artiglieria del XIV secolo, è un pezzo davvero unico per la Francia.
Il 4 maggio 1993 davanti al palazzo ducale il Presidente della Repubblica François Mitterrand pronunciò l'elogio funebre a Pierre Bérégovoy, che si suicidò il 1º maggio.

## Galleria d'immagini

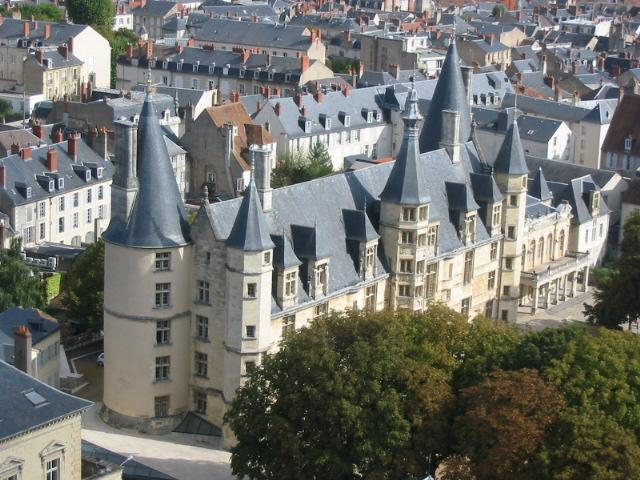
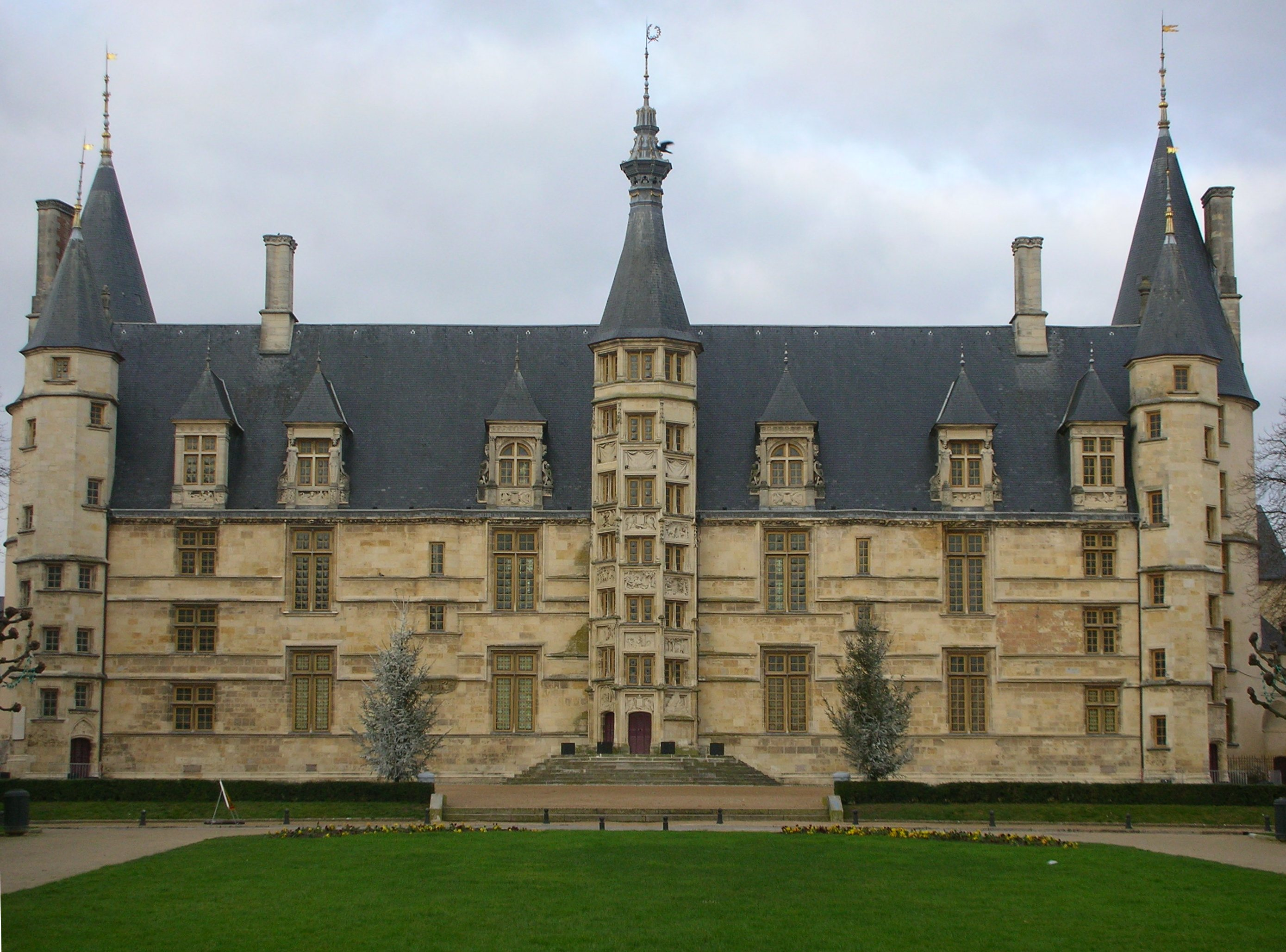
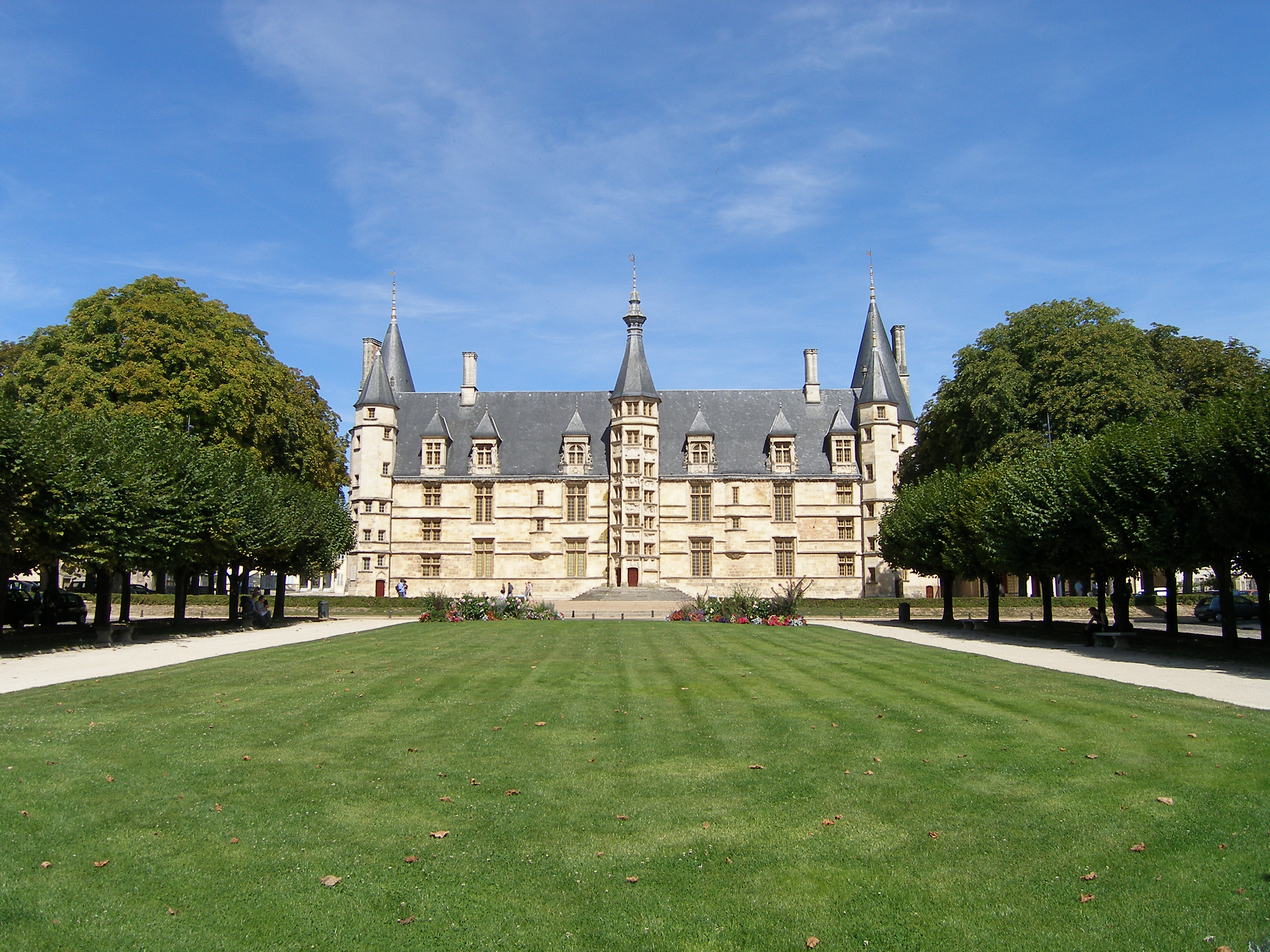
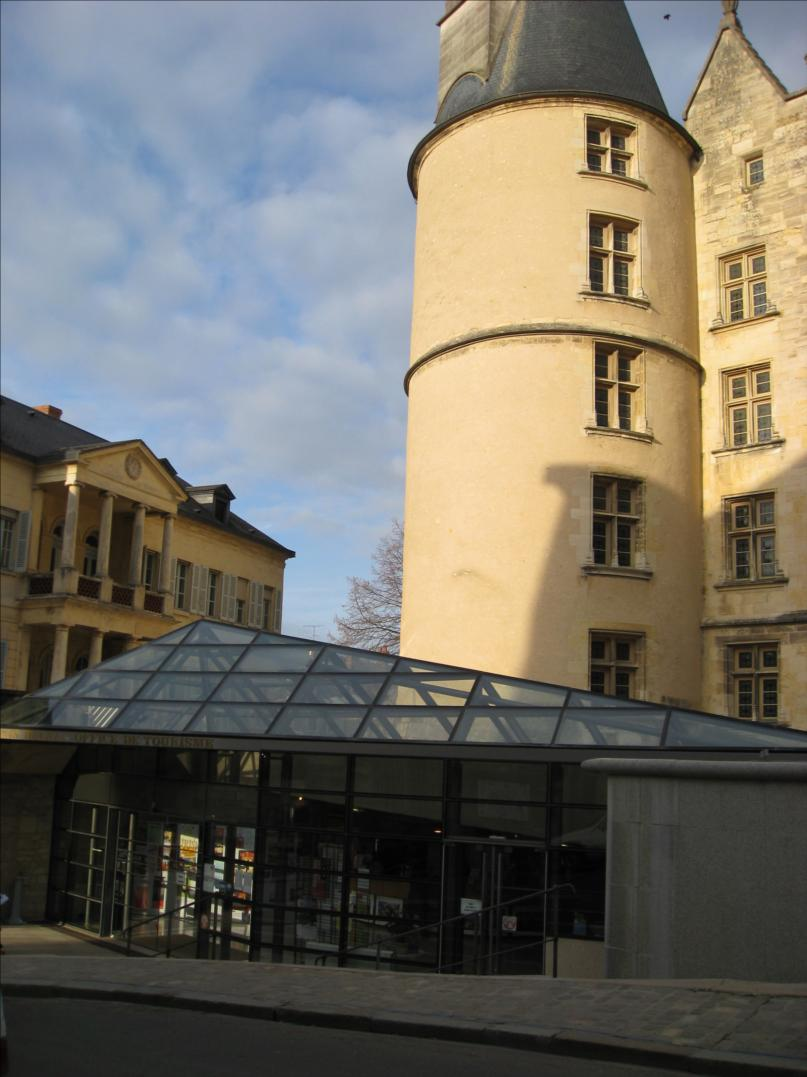
L'ufficio del turismo
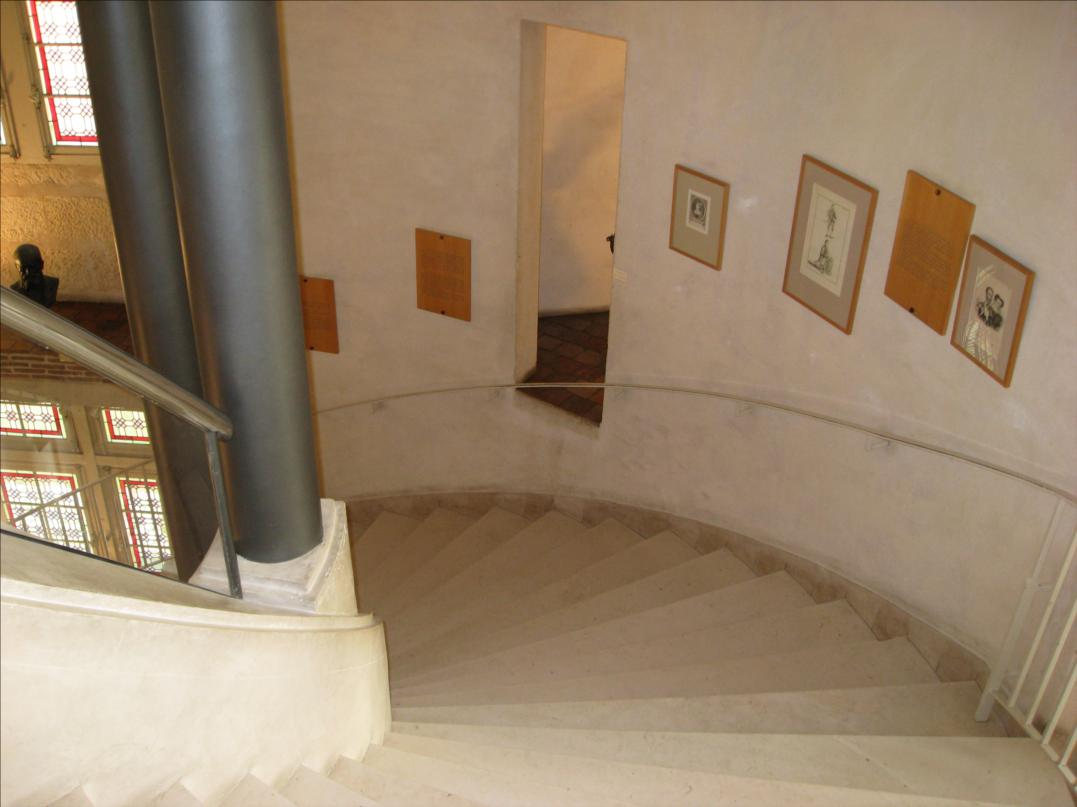
Le scale
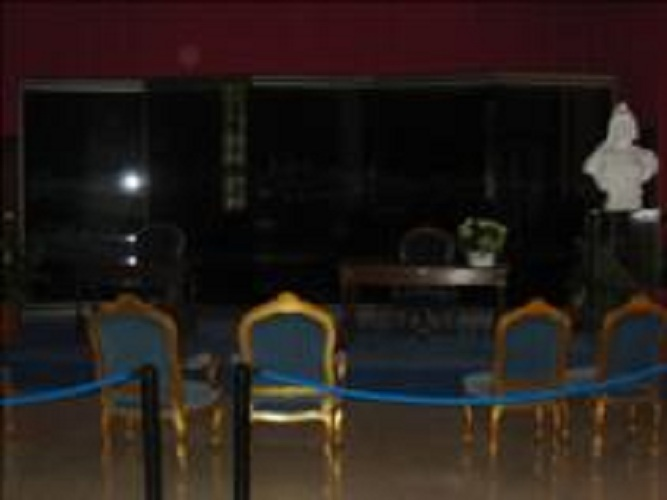
La sala dei matrimoni
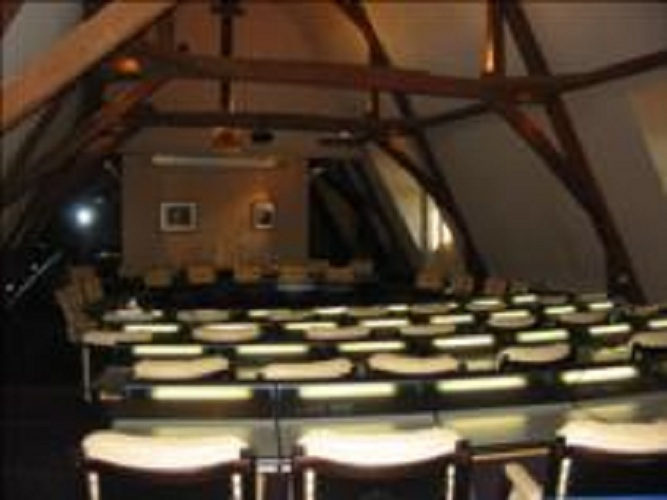
La sala del Consiglio Comunale
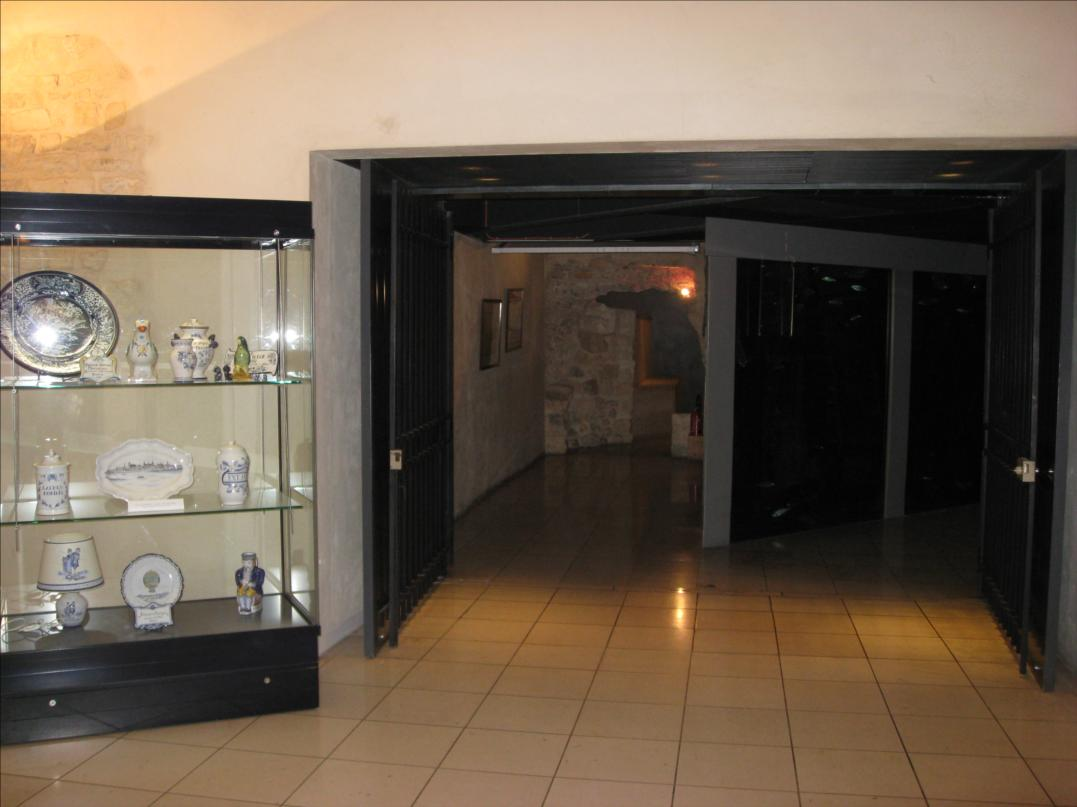
L'expo permanente
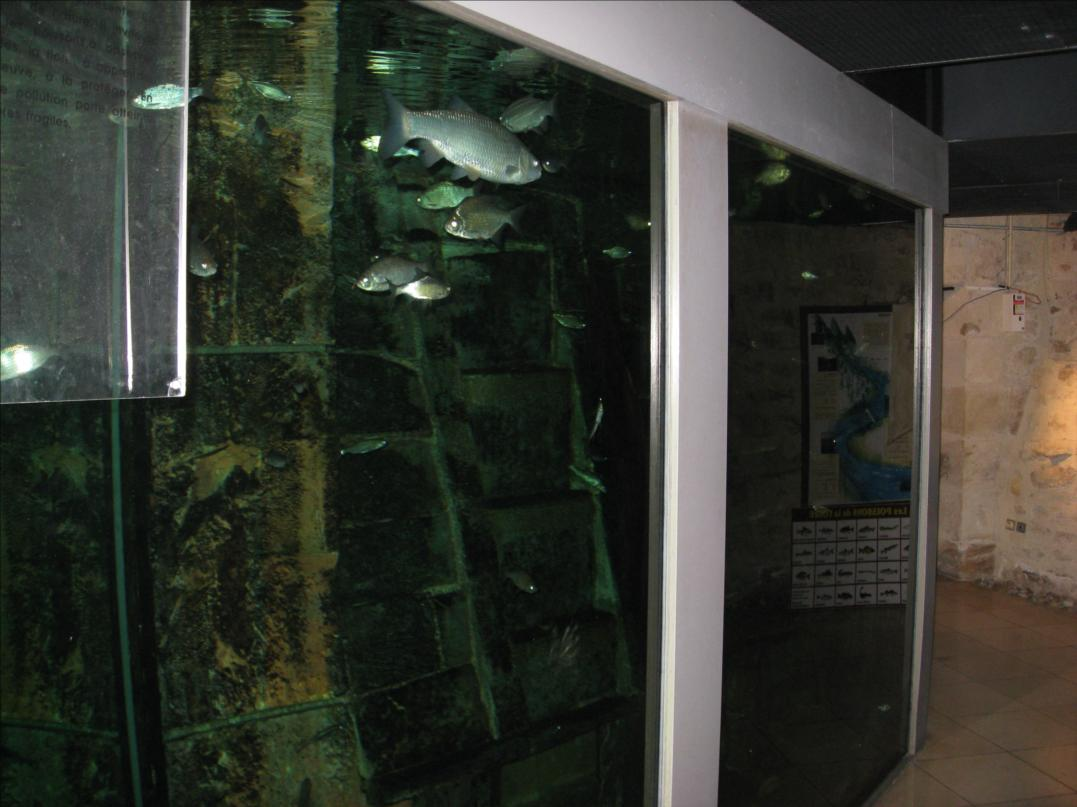
L'expo permenante
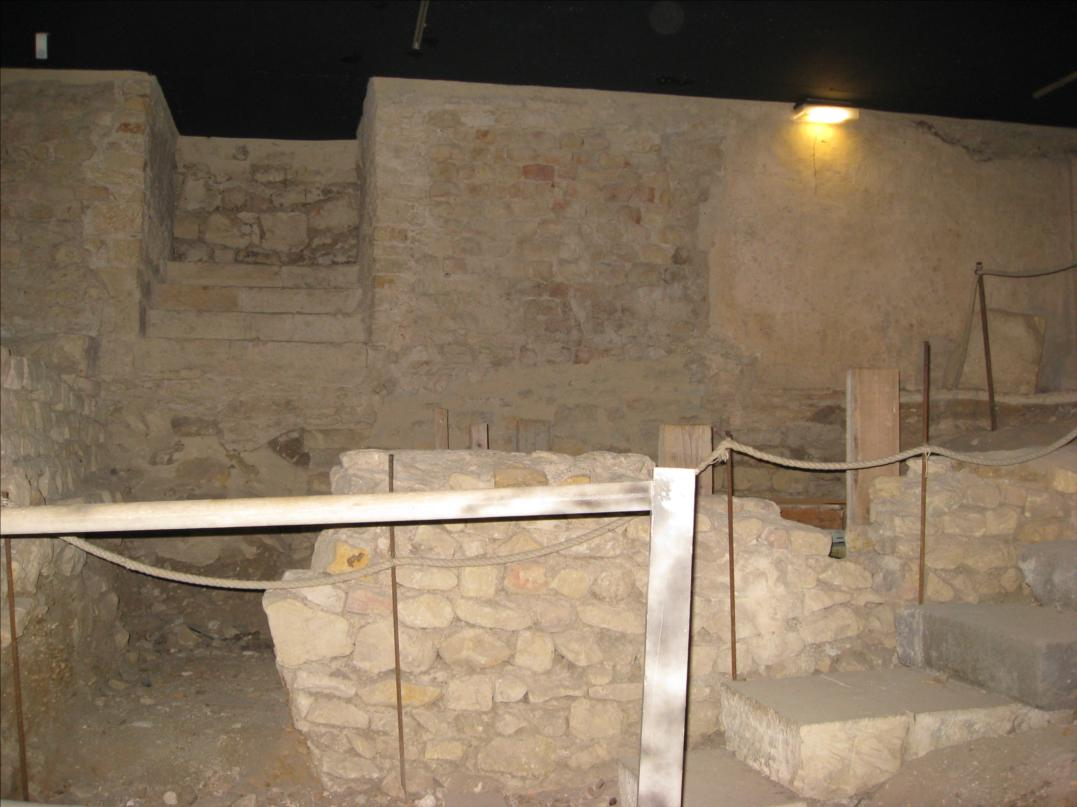
L'expo permanente
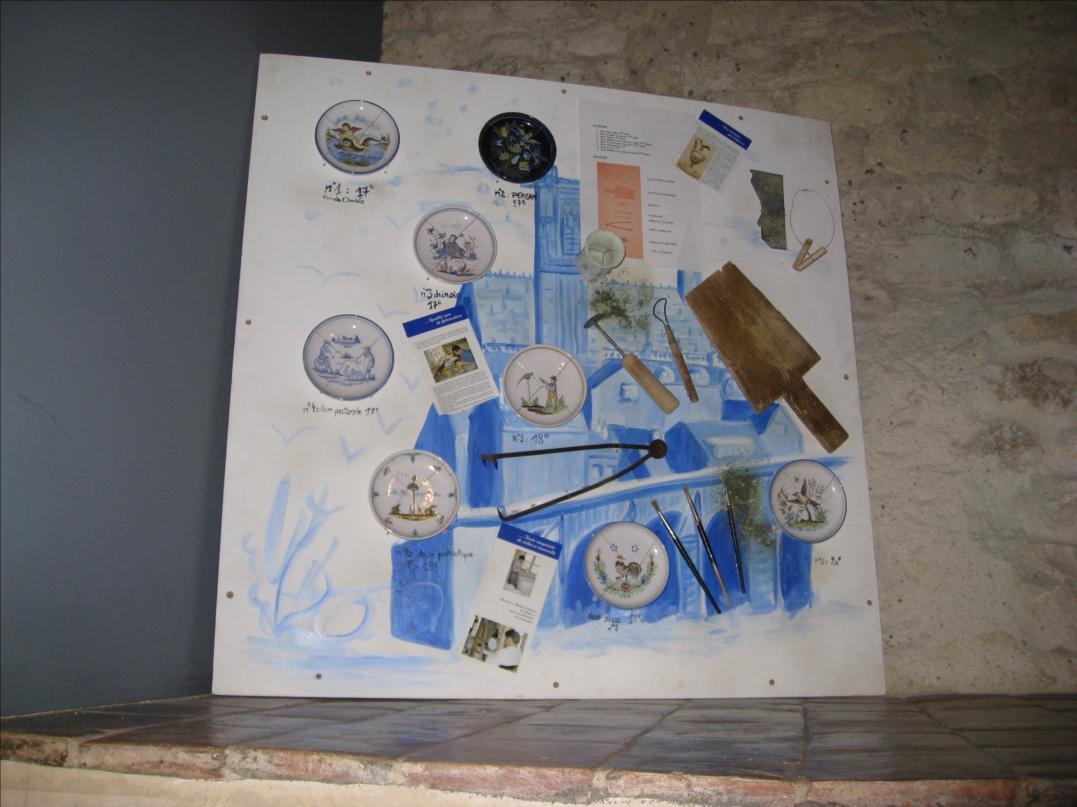
L'expo permanente
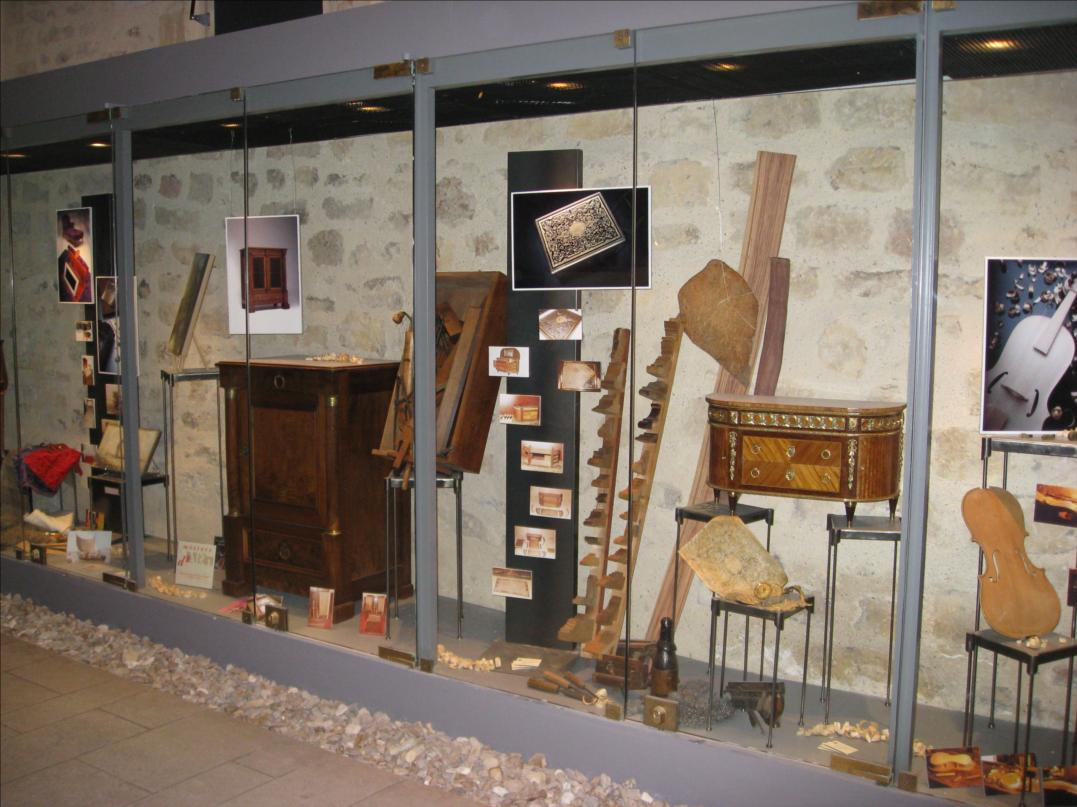
L'expo permanente
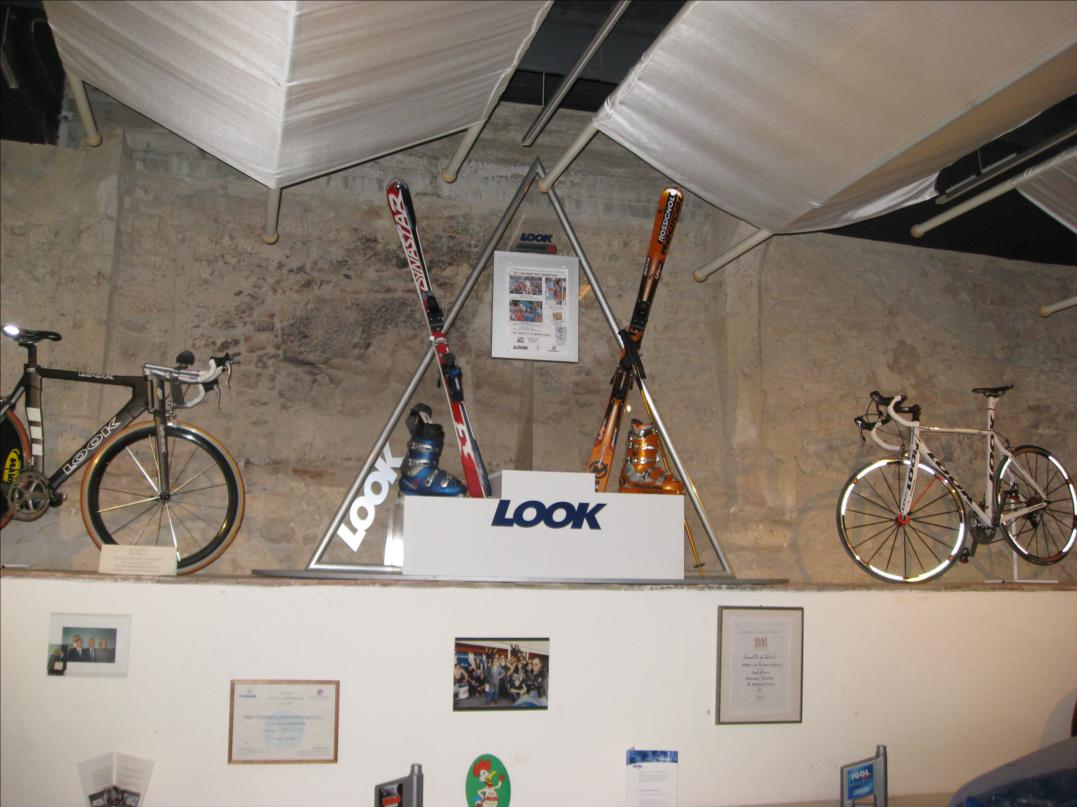
L'expo permanente
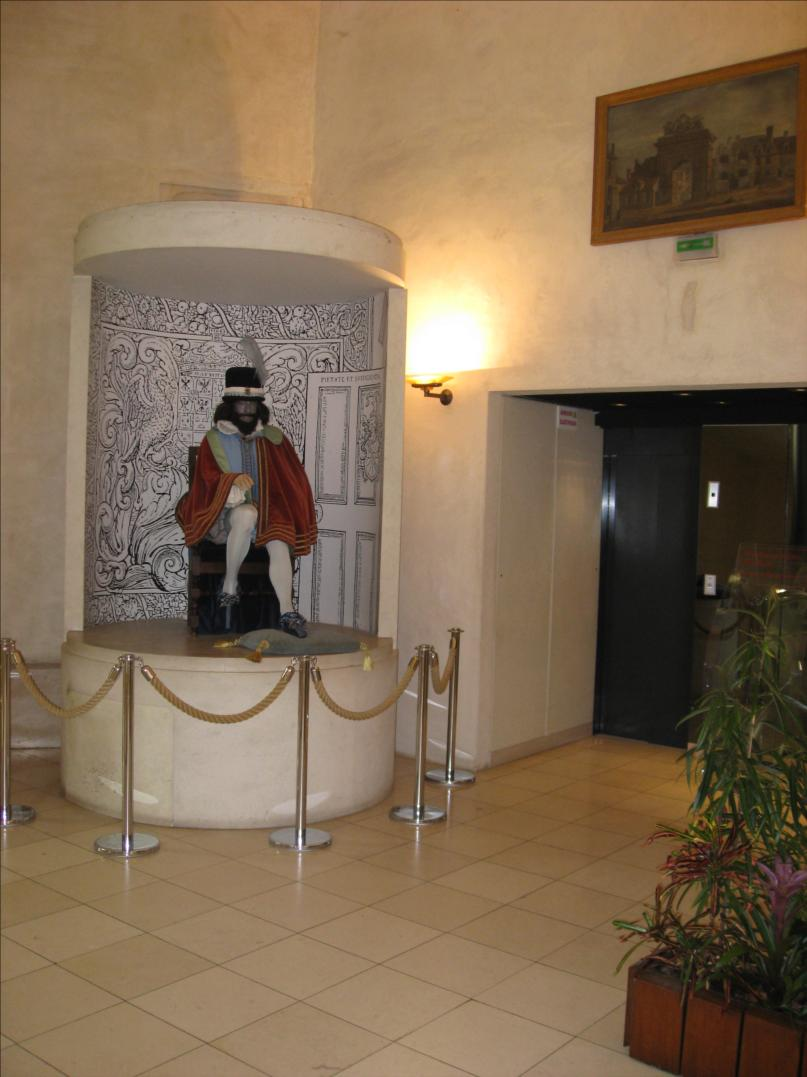
L'expo permanente
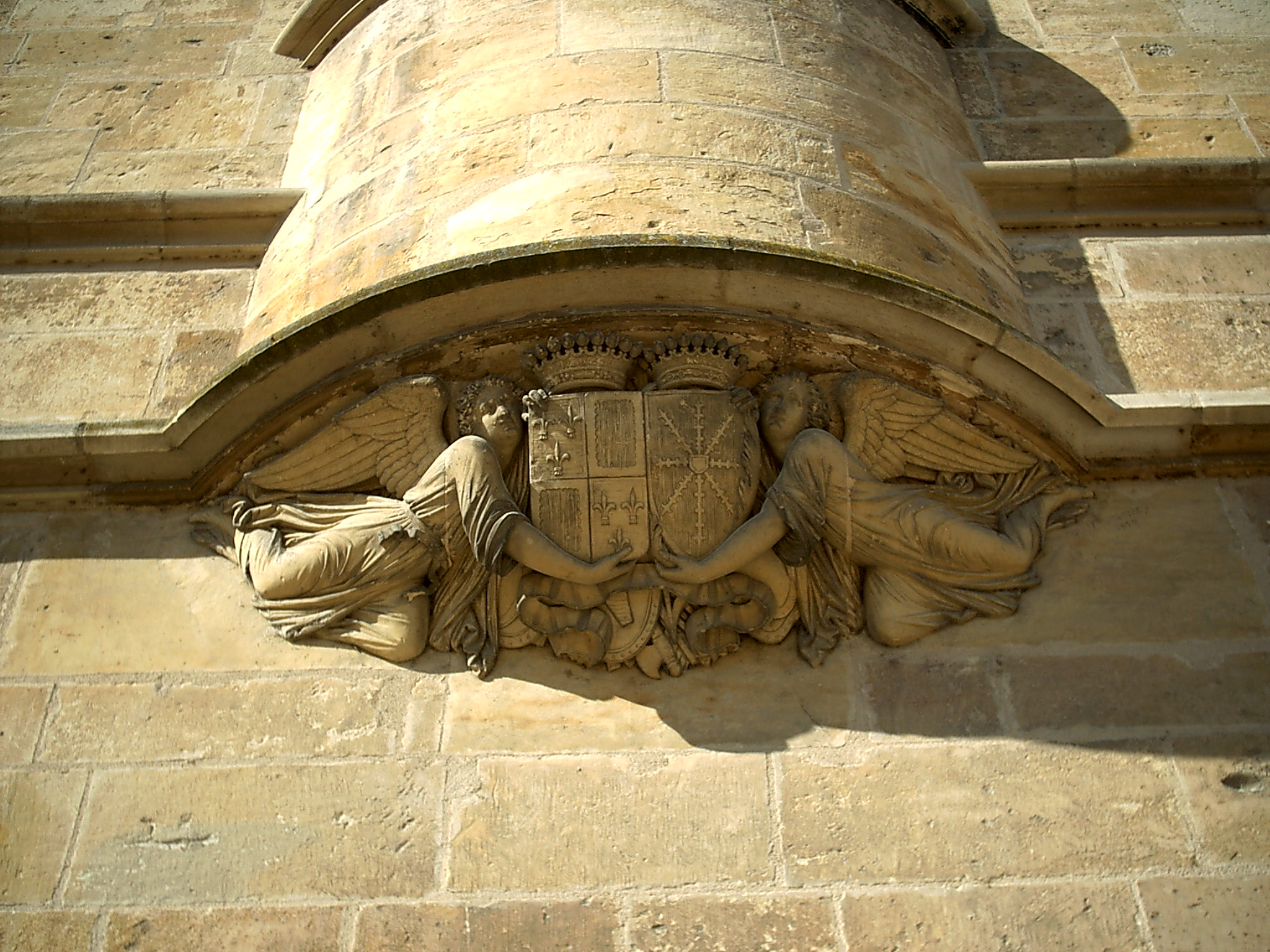
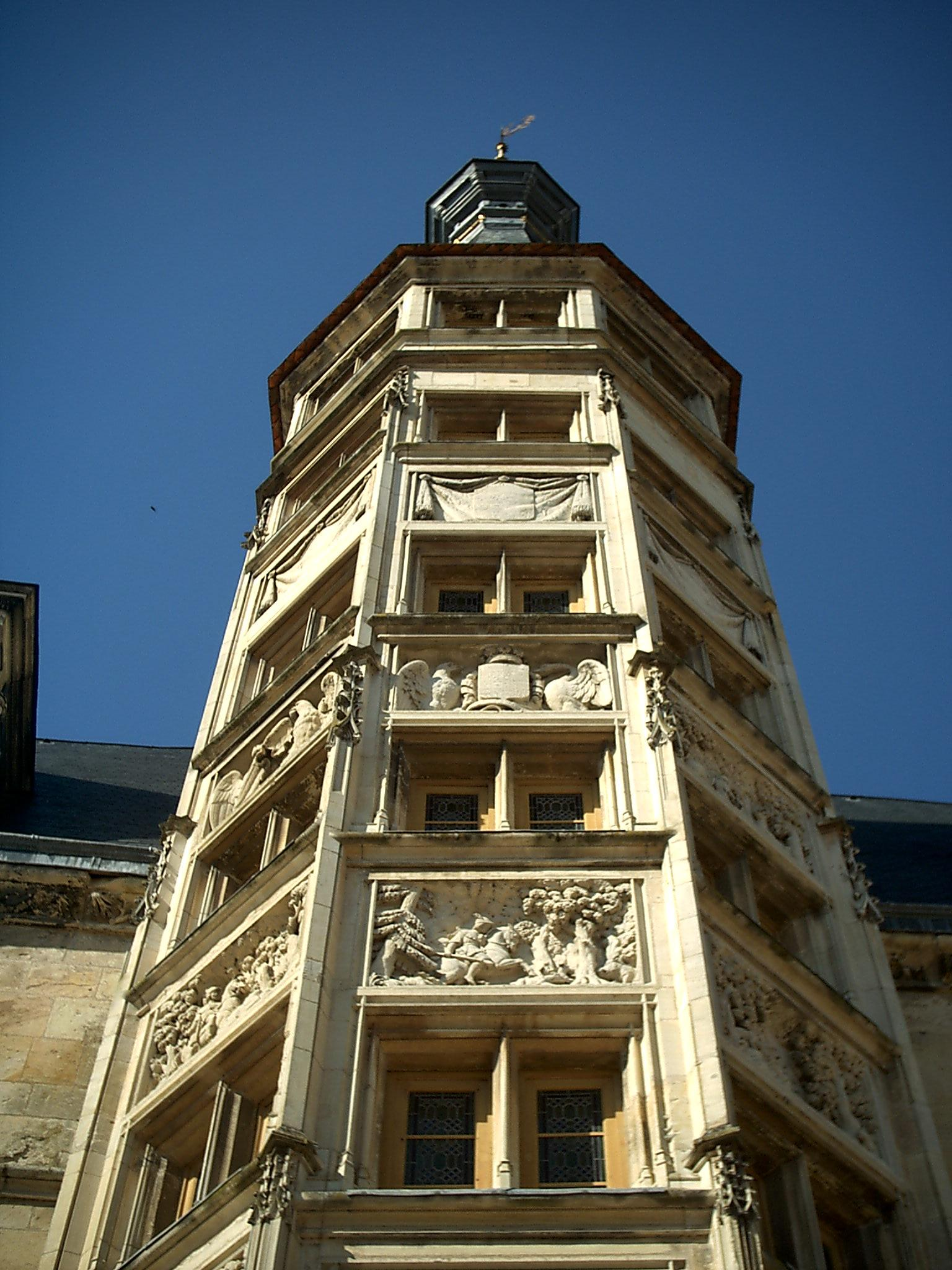
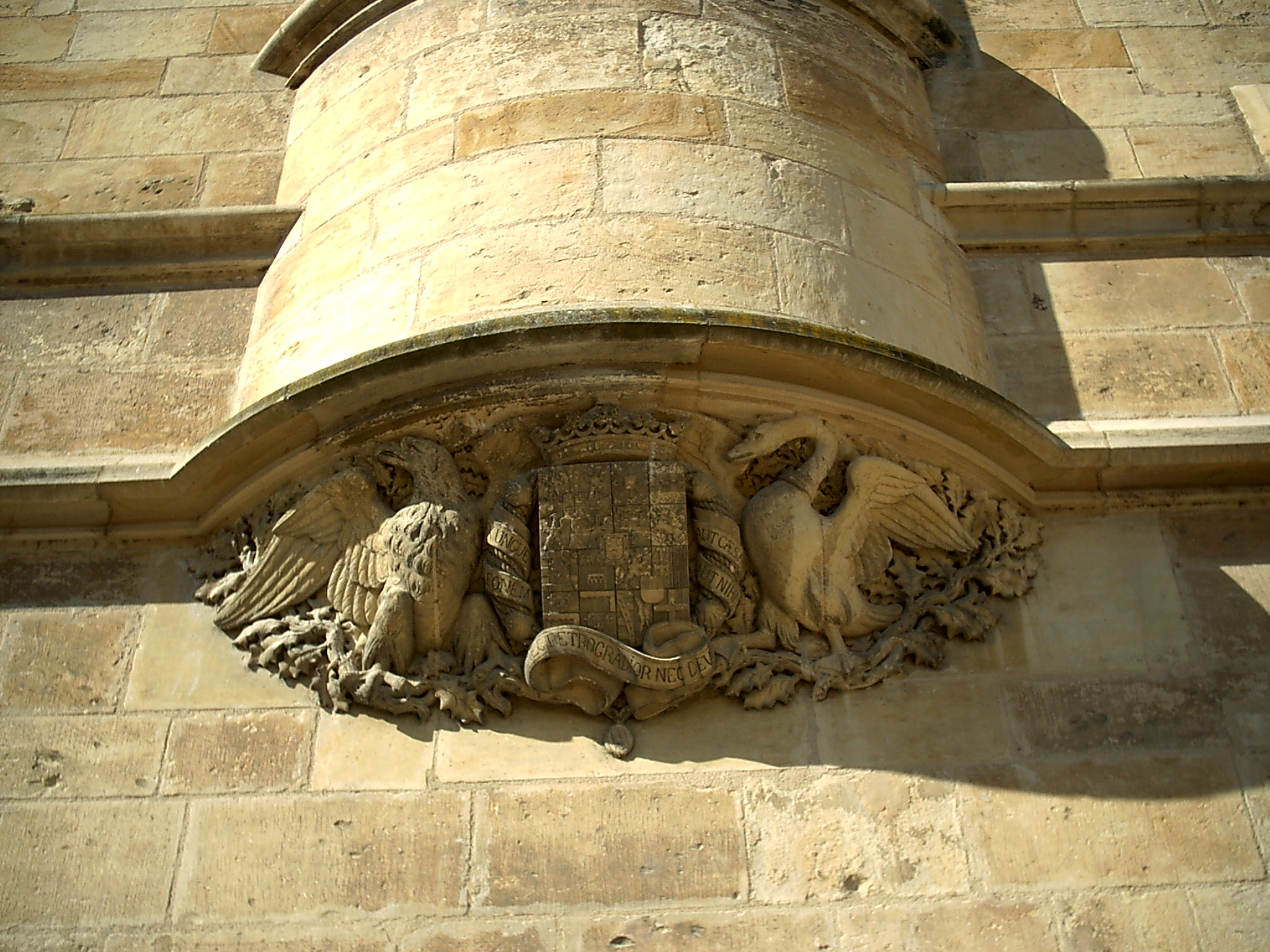
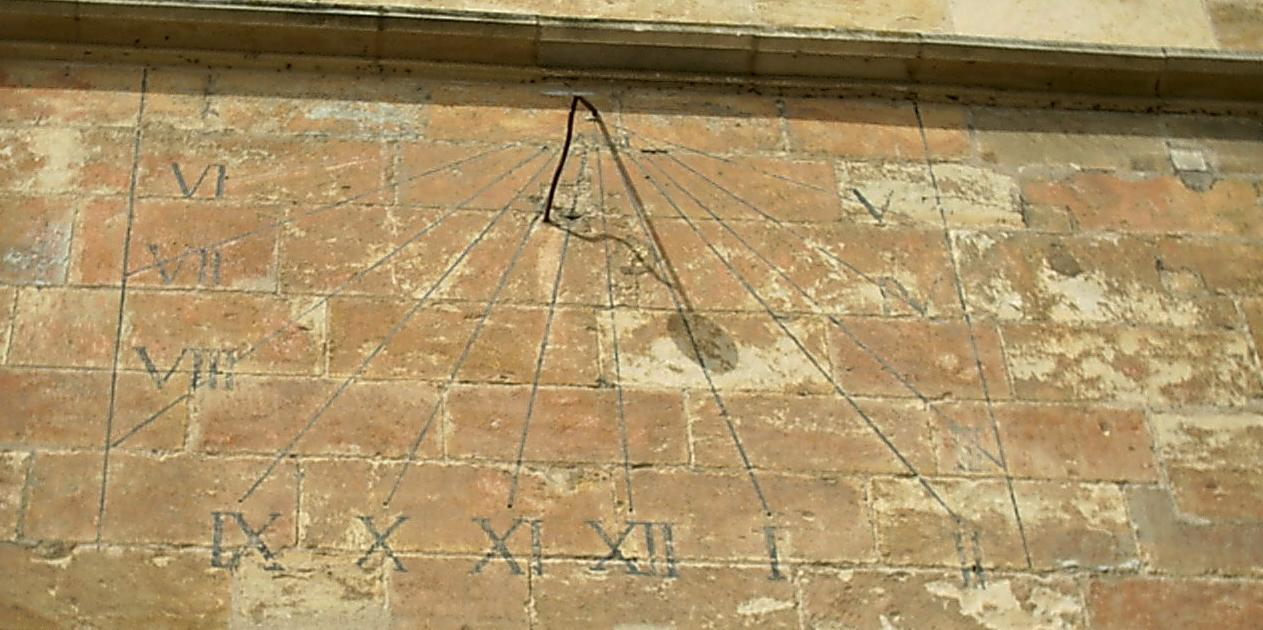
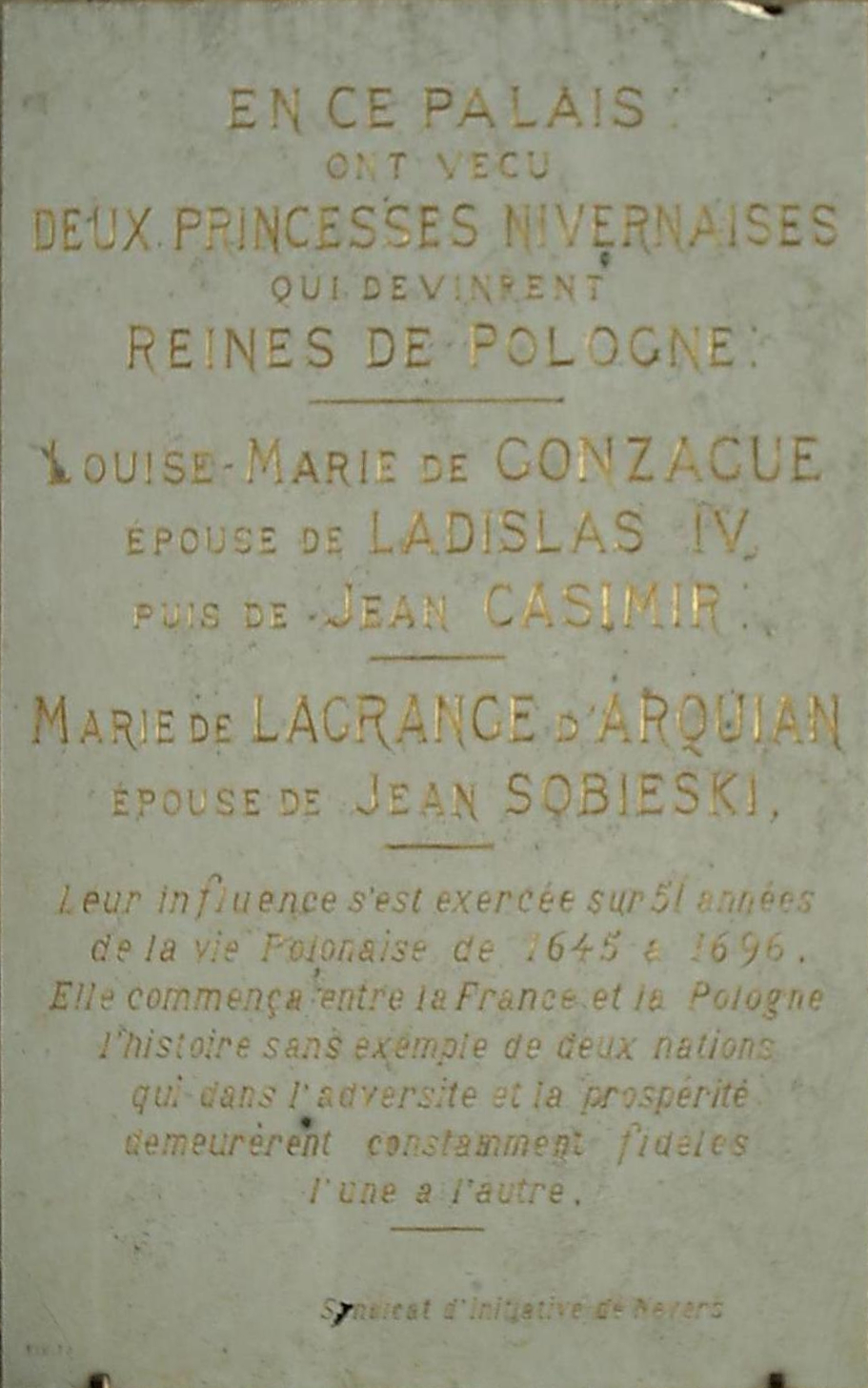